# Jonathan Lucroy
Jonathan Charles Lucroy (* 13. Juni 1986 in Eustis, Florida) ist ein US-amerikanischer Baseballspieler in der Major League Baseball (MLB). Derzeit spielt er bei den Los Angeles Angels auf der Position des Catchers.

## Highschool und College
Lucroy besuchte die Umatilla High School in Umatilla, Florida und besuchte im Anschluss daran für drei Jahre die University of Louisiana at Lafayette. Dort wurde er zu einem der erfolgreichsten Spieler in der Geschichte der Louisiana Ragin' Cajuns, dem Sportteam der Universität. Während seiner Karriere erzielte er zahlreiche Schulrekorde: Er schlug 54 Doubles, erreichte 184 RBIs und erreichte insgesamt 414 Bases. Zudem konnte er mit 241 Hits in nur drei Saisons die zweitmeisten Hits in der Geschichte der Universität schlagen. Er führte das Team zu nationalem Ruhm und erhielt dabei zudem einige persönliche Auszeichnungen.
Am 19. April 2011 gab die Umatilla High School bekannt, dass Lucroys Nummer 6 in Zukunft nicht mehr vergeben werde.

## Karriere

### Minor Leagues
Lucroy wurde beim MLB Draft 2007 in der dritten Runde an insgesamt 101. Position von den Milwaukee Brewers gedraftet. Sein erstes Profispiel bestritt er im Jahr 2007 beim Rookie League-Team Helena Brewers. In der Postseason wurde er ins All-Star-Team gewählt. In der darauffolgenden Saison wechselte er immer wieder zwischen West Virginia Power und den Brevard County Manatees. Während seiner Zeit bei West Virginia wurde er zum Mid-Season All-Star gewählt. Die gesamte Saison 2009 verbrachte Lucroy bei den Huntsville Stars und auch hier erhielt er, zum dritten Mal in Folge, eine Auszeichnung als Mid-Season All-Star in der Southern League. Auch zu Beginn der Saison 2010 spielte er bei Huntsville, schloss sich jedoch im Laufe der Saison dem Triple A-Klub Nashville Sounds an.

### Major League Baseball
Am 21. Mai 2010 wurde Lucroy von den Milwaukee Brewers in den MLB-Roster berufen und gab noch am selben Tag sein Debüt gegen die Minnesota Twins, dem ersten Spiel gegen jenes Team. Seinen ersten Hit konnte er direkt beim ersten At-Bat gegen Nick Blackburn erreichen. Im Anschluss daran wurde er für die zweite Hälfte der Saison zum ersten Catcher des Teams befördert und hatte einen Batting Average von .253. In der darauffolgenden Saison hatte Lucroy in seiner ersten Rookie-Saison nur einen Passed Ball in 655 Innings. In seiner ersten Saison war er mit seinem Auftreten an der Homeplate nicht zufrieden und kündigte an, sich in jenem Bereich verbessern zu wollen. Trotz seiner Unzufriedenheit mit seiner Performance waren sich die Trainer einig, dass er seinen Job gut gemacht habe und es normale Schwierigkeiten für einen Rookie sein, mit denen Lucroy konfrontiert sah.
Lucroy musste die ersten zehn Spiele der Saison 2011 aussetzen, da er sich den kleinen Finger der rechten Hand gebrochen hatte. Nachdem er zurückgekehrt war, wurde er direkt wieder zum ersten Catcher der Brewers und verzeichnete somit seine erste komplette Saison in der MLB. Am 28. Mai 2011 im Spiel gegen die San Francisco Giants führte Lucroy einen erfolgreichen Suicide Squeeze aus und ermöglichte Ryan Braun somit den entscheidenden Walk Off-Run. Er beendete die Saison mit einem ,265 Batting Average, 12 Homeruns und 59 RBIs.
Vor der MLB-Saison 2012 unterschrieb Lucroy bei den Brewers einen Fünf-Jahres-Vertrag mit der Möglichkeit, um ein weiteres Jahr zu verlängern. Laut Vertrag bekommt Lucroy mindestens 11 Millionen US-Dollar, kann jedoch auch bis zum 13 Millionen verdienen. Im Mai 2012 brach er sich die Hand, als ihm ein Koffer auf die Hand fiel und er daraufhin auf die Disabled List gesetzt wurde.
Obwohl er die meiste Zeit der Saison 2012 auf der Disabled List verbrachte, fällt in diese Saison sein Durchbruch bei den Brewers. So war er in der Lage harte Schläge zu schlagen, wenn Läufer in der Position waren einen Run zu erzielen. So schlug er in der Saison 2012 insgesamt zwölf Homeruns, was zwar genauso viele waren wie in der Saison zuvor, jedoch benötigte er über hundert At-Bats weniger (316). Aber nicht nur seine Leistungen in der Offensive waren bemerkenswert, sondern auch seine Leistungen in der Defensive. Er verbesserte seine Leistungen so sehr, dass er heute als einer der besten aktiven Catcher in der MLB gilt.
Die Saison 2013 war für ihn eine der besten Saisons während seiner Laufbahn bei den Brewers. So spielte er zum ersten Mal als First Baseman, da Martin Maldonado der Catcher von Wily Peralta wurde und er somit auf die First Base ausweichen musste. Auch wenn er eine Pause benötigte spielte er als First Baseman, damit er trotzdem schlagen durfte. Mit 147 Spielen bestritt er die meisten MLB-Spiele seine Karriere und erzielte dabei 18 Homeruns (neuer persönlicher Rekord) sowie einen Average von 0.280.
Am 1. August 2016 unterschrieb Jonathan Lucroy bei den Texas Rangers für 5 Jahre.

## Erfolge
Lucroy ist der erste Catcher, dem es gelang in zwei Saisonspielen sieben oder mehr RBIs zu erzielen, seitdem die MLB die RBI-Statistik führt. Die ersten sieben erzielte er am 20. Mai gegen 2012 gegen die Minnesota Twins. Die nächsten sieben gelangen ihm, als er einen Grand Slam gegen die Chicago Cubs schlug, allerdings verloren die Brewers mit 11:12. Zudem ist er der erste Spieler der Brewers, dem es gelang in zwei Spiele sieben RBIs zu erzielen.

## Privates
Lucroy ist verheiratet und hat eine Tochter. Er ist zudem ein passionierter Angler und Jäger.